# Instance třídy
Instance třídy (v některých programovacích jazycích také objekt) je konkrétní datový objekt v paměti odvozený z nějakého vzoru (třídy) používaný v objektově orientovaných programovacích jazycích (Java, C++, Simula 67, atd.). Objekt představuje základní stavební prvek objektově orientovaného programování.
Každý takový objekt má své vlastní atributy a metody podle vzoru (třídy). Atributy definující objekt však nemusí mít nutně pevné hodnoty – kupř. atribut rodinny_stav se může měnit v závislosti na tom, zda je objekt Obcan před nebo po svatbě, resp. po rozvodu apod.
Instance bývá obvykle vytvořena pomocí konstruktoru a klíčového slova new.
Příklad vytvoření instance třídy v jazyce Java:
```
JmenoTridy jmenoNoveInstance = new JmenoTridy();
```

Příklad vytvoření instance třídy v jazyce Delphi Object Pascal:
```
JmenoNoveInstance := JmenoTridy.Create(…);
```